# انفجار دلس 2007
وقع انفجار دلّس 2007 في 8 سبتمبر 2007، عندما قتل 30 شخصًا على الأقل وجرح 47 في هجوم انتحاري بسيارة مفخخة على ثكنات للبحرية الجزائرية في مدينة دلس، 100 كم (62 ميل) شرق العاصمة الجزائر. تم تنفيذ الانفجار من قبل اثنين من المهاجمين الذين قتلوا أنفسهم في الهجوم. وادعى جناح القاعدة في شمال أفريقيا (القاعدة في بلاد المغرب الإسلامي) مسؤوليته عن الهجوم.